# تراجيديا الموارد المتقاسمة

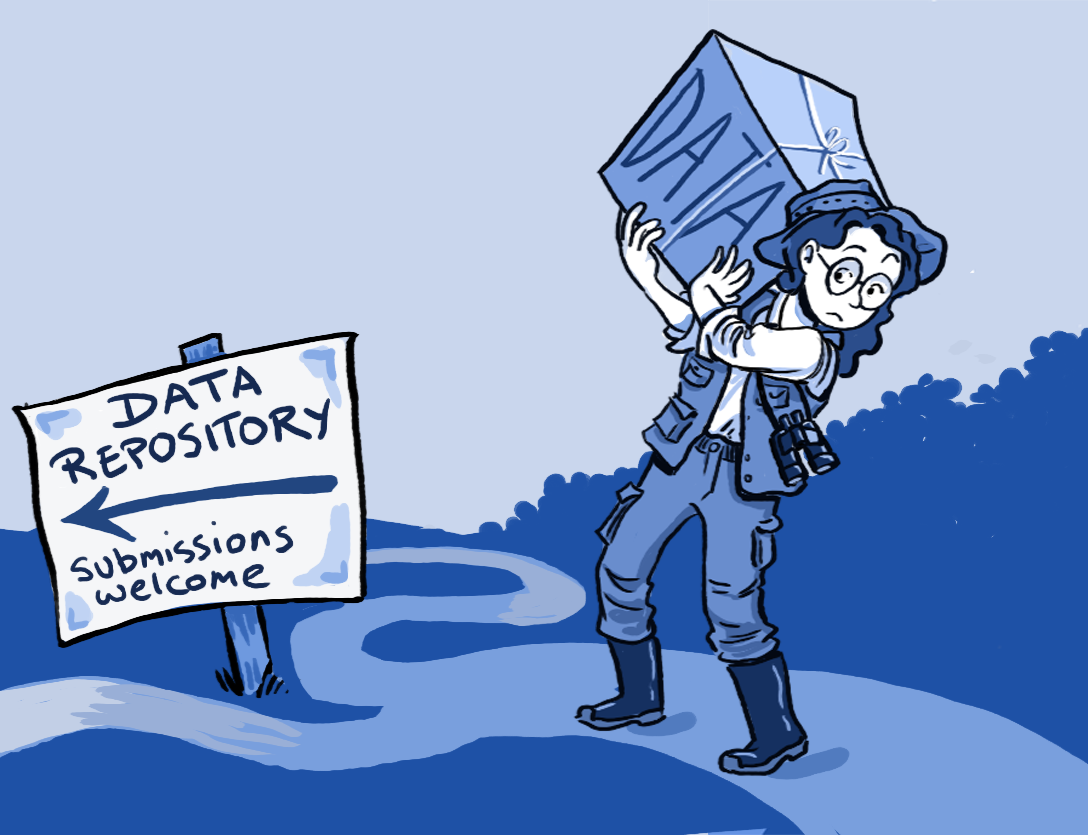

تراجيديا الموارد المتقاسمة هي نوع من أنواع انهيار في التنسيق، حيث يوجد موارد لكن هناك العديد من أصحاب الحقوق الذين يمنعون الآخرين من استخدام هذه الموارد، إنها صورة معاكسة للمفهوم الأقدم لمأساة الموارد المستقلة، حيث يتعدى استخدام أصحاب الحقوق العديدين مجتمعين قدرة المورد ويستنزفه أو يدمره. تغطي هذة المأسات مجموعة من الإخفاقات التنسيقية بما في ذلك براءات الاختراع للبراءات، وبراءات الاختراع المغمورة. قد يكون التغلب على هذه الأعطال أمرًا صعبًا، لكن هناك وسائل متنوعة، بما في ذلك الملاجئ، أو براءات الاختراع، أو غيرها من منظمات الترخيص.
ظهر المصطلح في الأصل في مقالة مايكل هيلر عام 1998 والتي تحمل نفس الاسم وهي أطروحة كتابه لعام 2008. تم إضفاء الطابع الرسمي على النموذج من قبل جيمس بوكانان ويونغ يون. في مقال علمي صدر في عام 1998، رفضت كل من هيلر وريبيكا آيزنبرغ دور براءات الاختراع بشكل عام في تحفيز الابتكار والكشف، حيث اعتقدنا أن البحث الطبي الحيوي هو أحد المجالات الرئيسية العديدة التي يمكن أن تمنع فيها حقوق البراءات المنافسة المنتجات المفيدة والميسورة من الوصول إلى السوق.
في مجال الطيران في وقت مبكر، عقد الأخوان رايت براءات اختراع على جوانب معينة من الطائرات، في حين عقد جلين كيرتس براءات الاختراع على الجنيحات التي كانت تقدما على نظام الأخوان رايت، ولكن الكراهية بين أصحاب براءات الاختراع منعت استخدامها. اضطرت الحكومة للتدخل وفرض وجود مجموعة براءات الاختراع.

## الشيوعية اللاحقة
في مقال نشر في مجلة هارفارد للقانون عام 1998 من قبل مايكل هيلر، أشار إلى أنه بعد سقوط الشيوعية، وفي العديد من مدن أوروبا الشرقية، كان هناك الكثير من الأكشاك في الهواء الطلق ولكن أيضا الكثير من المتاجر الفارغة. وعند الاستقصاء، خلص إلى أنه نظرًا لأن العديد من الوكالات المختلفة والأطراف الخاصة لديها حقوق على استخدام مساحة المتجر، فقد كان من الصعب أو المستحيل بالنسبة لمتاجر التجزئة الناشئة التفاوض بنجاح من أجل استخدام تلك المساحة. على الرغم من أن جميع الأشخاص الذين يملكون حقوق الملكية كانوا يخسرون أموالهم في المتاجر الفارغة، وكان الطلب كبيرًا على المخازن، إلا أن مصالحهم المتنافسة كانت في طريق الاستخدام الفعال للفضاء.
يقول مايكل هيلر إن صعود «البارونات السارقين» في ألمانيا في العصور الوسطى كان نتيجة تراجيديا الموارد المتقاسمة حاول النبلاء بشكل عام جمع رسوم على امتدادات من نهر الراين ر أو من خلال إقطاعياتهم، وبناء الأبراج على طول النهر وتمديد سلاسل الحديد لمنع القوارب من حمل البضائع إلى أعلى وأسفل النهر دون دفع رسوم. محاولات متكررة قامت بها الإمبراطورية الرومانية المقدسة، بما في ذلك العديد من الجهود على مر القرون بقيادة الإمبراطور نفسه، لتنظيم جمع رسوم على نهر الراين، ولكن لم يكن حتى إنشاء «دوري الراين» للإمبراطور، بعض النبلاء، وبعض رجال الدين الذين تم السيطرة على «البارونات السارقين» على نهر الراين من قبل القوة العسكرية. بقيت رسوم النهر على نهر الراين، والتي فرضتها بشكل متزايد من قبل الدول بدلا من اللوردات الفردية، نقطة الخلاف في العلاقات والتجارة في حوض نهر الراين حتى إنشاء اللجنة المركزية للملاحة على نهر الراين في عام 1815.
مايكل هيلر وريبيكا آيزنبرغ هما أساتذة قانون أكاديميين يؤمنون بأن البراءات البيولوجية تخلق هذه التراجيديا، حيث يقوم الناس بالحد من الموارد النادرة لأن العديد من المالكين يستطيعون منع بعضهم البعض. يدعي آخرون أن براءات الاختراع لم تنشئ هذا التأثير «مناهض للعلم» على البحث، بناء على دراسات العلماء.